# Попасная
Попа́сная (укр. Попасна) — город в Северодонецком районе Луганской области Украины, административный центр Попаснянской городской общины. До 2020 года являлся административным центром Попаснянского района.
Расположен в 68 км к западу от областного центра. Почти полностью разрушен в ходе боёв за город весной 2022 года во время российского вторжения в Украину.

## Этимология

### Версия первая
«Вокруг Поповой балки были хорошие пастбища и люди пасли скот, отсюда и название Попасная». Через местность проходил один из «чумацких шляхов», именно в месте расположения города была их постоянная стоянка. Чумаки, останавливаясь на отдых, выпасали свой скот, то есть здесь был их «попас».
До начала XX века в д. Надеждина (ныне — село Калино-Попасная в черте города Попасная) находилась почтовая станция, устроенная в конце XVIII века на месте стоянки чумаков, носившей название «Попова балка». Однако, как показывают источники, пастбища здесь были посредственные и малопривлекательные. Из «Описи г. Бахмута и его уезда со всеми лежащими в них дачами со внесением экономических приложений» за 1795—1802 годы о деревне Надеждина сказано:
«На правой стороне буерака Попасного… земля чернозём и глинистая, хлеб родится средственный, травы тож, лес дровяной…».

### Версия вторая
В описании края сказано:
«С 1600 года через местность нынешних сёл Чернухино и Красного-Кута пролегал „секретный казацкий шлях“ из Сечи Запорожской на Дон и Кагальник; при речке Чернухино и Поповом-Яру была одна из главных попутных станций с запасами продовольствия для проходящих казаков; здесь же по распоряжению Коша Запорожского находилась икона святителя Николая Чудотворца и при ней священник».
Поповый яр, согласно картам данной местности — это балка, простирающаяся между нынешними сёлами Калино-Попасной и Троицким, тогда этих поселений не было. Поскольку здесь проживал священник, балка получила название «Поповый Яр». Во второй половине XVIII века земля, на которой находится Калино-Попасное, принадлежала секретарю Бахмутской провинциальной канцелярии Роспопову.

## История

### Древнейшие поселения
Из археологических источников известно, что около трёх с половиной тысяч лет назад всего в нескольких километрах от города Попасная, около озера Картамыш, проживали люди, занимавшиеся добычей и выплавкой меди, из которой изготавливали оружие и домашнюю утварь. Изделия, изготовленные из меди, добытой в Картамыше, находят на Кавказе и на Урале. Это одно из самых древних месторождений меди в Европе. Об этом свидетельствует Анатолий Пряхин, академик РАН, участник археологических раскопок на озере Картамыш:

Могу смело утверждать, что здесь мы имеем дело с неповторимым пространством, имеющим колоссальное значение для науки. Речь идет о массовых поселениях. В это время, заметим, на более южных территориях существовали земледельческие цивилизации Древнего Египта, Древнего Вавилона, Древней Индии. А здесь — скотоводческий степной-лесостепной вариант развития. Причем с зачатками письменности, социально-кастовой структуры, с военной аристократией, с развитой металлургией и металлообработкой, с ремесленным уровнем производства, с колоссальными связями на огромных пространствах, с очень развитыми мировоззренческими моделями. Кстати сказать, завязанными на Космос. Я хочу подчеркнуть мысль, что мы находимся как бы у истоков принципиально нового осознания всех вот этих Евразийских степных и лесостепных пространств времен древних цивилизаций Востока.
На территории и в окрестностях города располагаются курганы, принадлежащие различным культурам — от медного века до половецких и татаро-монгольских захоронений. В микрорайоне ВРЗ в 1950-х годах группой краеведов под руководством С. П. Иофе был раскопан курган, в котором были обнаружен останки человека, который жил более трёх тысяч лет назад. Его останки находятся в Попаснянском районном музее. В книге «Тайны степных курганов» авторов И. А. Писларий (руководитель раскопок ряда курганов в районе попаснянского аэродрома в 1960-х годах), А. П. Филатова, читаем:

На территории города (Попасная) раскопаны курганные погребения эпохи бронзы (III—I тысячелетия до нашей эры), в окрестностях найдено несколько половецких каменных изваяний XI—XIII в. нашей эры— И.А. Писларий, А.П. Филатов. «Тайны степных курганов»
О том, кто жил на данной территории следующие тысячелетия, история умалчивает и жил ли тут кто-нибудь вообще, слишком опасное место — достоверных фактов нет. Согласно общеисторическим данным, край был транспортным коридором, по которому из Азии в Европу проходили армии кочевников, которые проходя, старались захватить добычу, уничтожая все на своём пути. Своим считали Донецкий край сарматы и скифы, печенеги, половцы и монголо-татары. Проходили целые народы в поисках лучших мест для жизни, например болгары и венгры. Последние пришли с Урала, остановились лет на сто в верховьях Северского Донца и пошли дальше к озеру Балатон. По степям проезжал персидский царь Дарий, пытавшийся поработить скифов, да так и ушёл ни с чем. В XIV веке войска Тамерлана прошли здесь в погоне за тюркским Тохтамышем.
Сотни, если не тысячи, лет здесь проходили границы, которые объединяли и разъединяли народы, культуры и религии. Здесь сходились интересы Большой Орды и Крымского ханства, здесь проходила граница Великого княжества Литовского и Крымского ханства, здесь же граничили земли донских и запорожских казаков. Начиная с XVI века, серьёзное внимание этим землям начинает уделять быстро растущее Московское царство. Османская империя и её вассал Крымское ханство были категорически против и делали всё, чтобы никто не селился на этой территории. Вследствие этого, край так и назывался Диким полем.

### Образование населённого пункта
Согласно историческим документам 1795 года, «Пустошь Попасная» купил у секретаря Бахмутской уездной канцелярии Розпопова для своей дочери серб, офицер Бахмутского гусарского полка Авраам Рашкович. Им были куплены также крестьяне — 62 человека, которые были размещены в 11 дворах. В 1795 году поселение было названо «Надеждина». Деревню в качестве приданого он подарил своей дочери Анне, вышедшей замуж за майора Шахова. На план-карте 1797 года обозначено, что земли, почти 15 тысяч десятин, от села Николаевка до села Троицкого принадлежат помещице Марие Ивановне Депрерадович, вдове генерал-майора Родиона (Райко) Депрерадовича, в эти земли входят земли, на которой расположен сегодня город. Это первая карта на которой появилась деревня Надеждина, она же Калино-Попасная, то есть часть нашего города. В этом году у помещицы, майорши Анны Аврамовны Шаховой (Рашкович), владелицы Надеждина, насчитывалось 1500 десятин земли и уже 96 крепостных.
В начале XIX века Виктор Депрерадович, скорее всего, внук Родиона Депрерадовича, основал деревню Викторовку, его брат Василий — деревню Васильевку. Кто конкретно из Депрерадовичей основал деревню Кленовую, достоверно не известно, однако на некоторых картах вплоть до середины XIX века она ещё обозначена как «Торговое поселение Депрерадовича». Карта, на которой обозначена деревня Кленовая к югу от деревни Привольная (нынешняя Камышеваха), датирована 1823 годом. Сегодня о деревне Кленовой напоминает только название автобусной остановки по улице Ленина и местности вокруг, где до сих пор сохранилось несколько домов постройки XIX века. В книге «По Екатеринославской железной дороге» за 1890 год, читаем:
«Станция получила своё название от хутора Попасного (он же д. Калиновка, при 60 усадьбах около 500 душ населения находящегося верстах в 3-х к юго-западу от станции, при соединении Краматорской ветки с линией Попасная-Никитовка … От ст. Попасная линия идёт на юго-запад. Делая на протяжении 1 версты крутой поворот, направляется на север, встречает на своём пути д. Калиновую, лежащую у верховья балки, того же имени, довольно населённую (1200 ч. жителей, при 150 усадьбах) и на 9-й версте приходит к ст. Камышеваха».
Данный факт подтверждает, что именно селение Кленовое (Калиновое) дало жизнь станции Попасная, а название взято от хутора Попасного, он же деревня Калиновая, он же Надеждина, он же — нынешняя Калино-Попасная.
История Попасной, как населённого пункта, начинается в 1850 годах. Именно тогда начинается строительство железной дороги, была создана станция Попасная, а при ней — посёлок железнодорожников. В середине 1878 года создано Попаснянское отделение Екатерининской железной дороги дороги, 1 декабря 1878 года создано паровозное депо, а по новой железной дороге пошли поезда из Попасной в сторону Дебальцево и Краматорска. Примерно в те же годы был построен первый железнодорожный вокзал.
С конца XIX века при станции Попасная работал врачебный участок (9 врачей и фельдшеров).

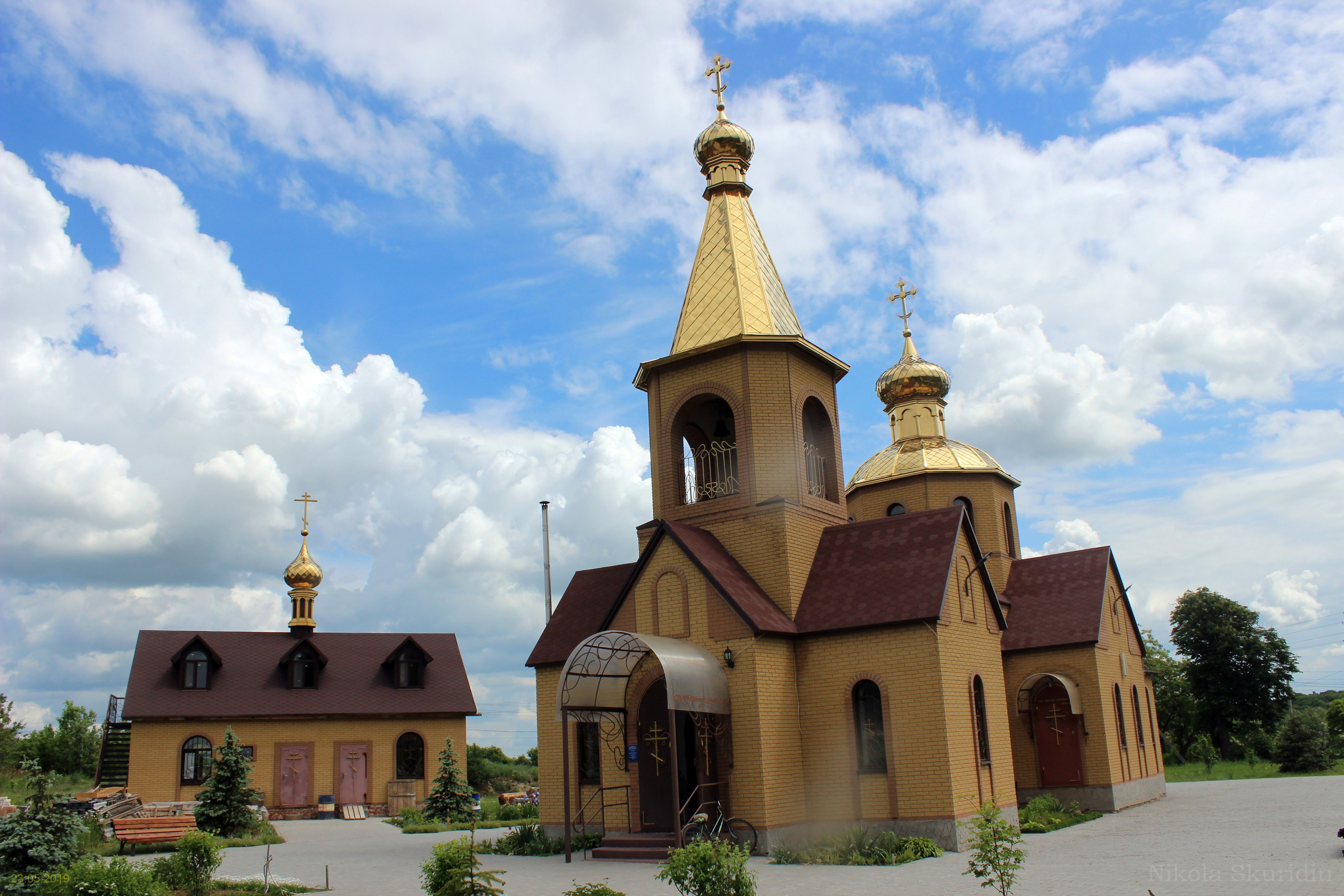
Православная церковь

В 1902 году началась служба в Свято-Николаевской церкви, сначала деревянной постройки.
В 1903 году численность населения в посёлке Попасная составляла 3735 человек.
Экономический кризис 1901—1903 гг. тяжело отразился на положении горняков Донбасса. Это привело к волнениям среди пролетариата, созданию подпольных революционных партий и групп. На станции Попасная в 1904 году из числа рабочих паровозного депо создана социал-демократическая группа, в частности, организовавшая 8-17 декабря 1905 года забастовку протеста против событий Кровавого воскресенья в Петербурге, в результате которой 15 организаторов стачечного комитета, членов СДРП были высланы на поселение. Стачки и волнения повторялись в посёлке и на станции в 1906 и 1909 годах.
В документах «Землеустроительной Комиссии Екатеринославской губернии за 1908 год количества крестьянских дворов в Бахмутском и Словяносербских уездах» в деревне Калиновой (Попасная) насчитывалось 687 жителей на 86 дворов, а в деревне Калиновая 2 (Клиновое) — 2028 жителей на 213 дворов. В данной описи отсутствуют данные о посёлке при станции Попасная, поскольку здесь проживали не крестьяне, а железнодорожники, не имевшие земельных наделов. В то же время из других источников известно, что в это время в посёлке проживало около 5 тысяч человек.
22 мая 1909 г. началась служба в новом каменном Свято-Николаевском храме, построенном на средства прихожан жителей деревень Кленовой, Калино-Попасной, Рубашкиной, близлежащих хуторов и железнодорожников станции Попасная.
К 1910 году Попасная стала большим железнодорожным узлом. Позднее, с 1912 по 1916 годы, здесь были построены крупные промышленные предприятия: первая паровая мельница, два завода силикатного кирпича «М. С. Брука и К», фабрика туалетного мыла «И. И. Тевса» и алебастровый завод Косича и Богомолова. Параллельно с промышленностью, строится школа, работает фотоателье «Рембранд» И. И. Будыхина, кинотеатр «Синема». В 1915 году начал выпускать свою продукцию хлебозавод, а весной 1917 года заработал стекольный завод.

### Советское время
В ходе Февральской революции 4 марта 1917 года в посёлке был избран и приступил к работе Попаснянский поселковый совет. В августе 1917 года официально оформилась ячейка РСДРП(б) во главе с И. Ф. Дубровым.
После Октябрьской революции, власть в Попасной в октябре-начале ноября 1917 года взяли большевики, был создан Красногвардейский отряд из 17 железнодорожников под руководством Александра Романова, секретарь — П. П. Ярошенко.
Для решения продовольственного вопроса по инициативе рабочих железнодорожных предприятий на конфискованных землях помещицы Цехановецкой 17 января 1918 г. была создана одна из первых в Донбассе сельскохозяйственная артель «Муравейник № 1». На оставшихся предприятиях был введён рабочий контроль.
После подписания Брест-Литовского мирного договора, Германия ввела войска на территорию Украины. В сражениях апреля 1918 года немецкая армия и части гайдамаков генерала Скоропадского оттеснили войска РККА, и к 24 апреля 1918 года, после ожесточённых боёв у станций Нырково и Попасная, оккупировали посёлок и станцию. В условиях оккупации деятельность советов была прекращена, посёлок был подчинён военному коменданту с военно-полевым судом, в Германию вывозились скот, хлеб и уголь. 15 июля 1918 года началась всеобщая забастовка железнодорожников Украины, к 20 июля полностью прекратилось движение поездов по всей Екатерининской железной дороге. Попаснянский узел бездействовал 20 дней, после чего под угрозой расправы возобновил работу.
После свержения гетмана Скоропадского Директорией и приходом к власти Петлюры австро-германские войска в ноябре 1918 года были разоружены и отправлены на родину. На линии Бахмут — Попасная — Славяносербск располагался 3-й Гайдамацкий полк атамана Емельяна Волоха. В Попасной до середины декабря находился курень командира Борули, известного расстрелом 8 гайдамаков-подпольщиков, готовивших свержение власти. После ухода частей Директории, оказавшейся между трёх огней (с юга — махновцы, с севера — части Красной Армии, с востока наступали войска генерала Деникина), власть на станции перешла к подпольной организации, был организован революционный комитет во главе с Семёном (И. Н. Поповым), сформирован партизанский отряд.
В феврале-мае 1919 года на линии Никитовка — Луганск шли ожесточённые бои, результатом которых явилось продвижение Добровольческой армии на Харьков. 2 июня 1919 года в километре от посёлка произошло сражение бронепоезда «Углекоп» с танками армии Шкуро и бронепоездом «Генерал Корнилов».
4-5 июля 1919 войска ВСЮР захватили станцию. Были возвращены дореволюционные порядки, учреждена полицейская управа, а также был оставлен небольшой гарнизон для охраны города.
В ходе Донбасской наступательной операции РККА 26 декабря 1919 года 12-я стрелковая дивизия 8-й армии подошла к Попасной. В 3 км от станции броневикам 1-й Конной армии преградили продвижение вперёд завалы и разобранные деникинцами пути, но жители посёлка Попасная помогли разбирать нагромождения. В стане врага началась паника. Этим воспользовались попаснянские железнодорожники, которые прицепили к маневровому паровозу ремонтную «летучку» и на большой скорости промчались мимо вокзала, где ещё находились белогвардейцы, навстречу советским бронепоездам. Пути быстро отремонтировали. В результате, 27 декабря 1919 года 12-я стрелковая дивизия при поддержке двух бронепоездов заняла Попасную, в тот же день в Попасную прибыл полевой штаб 1-й Конной армии и С. М. Будённый поблагодарил жителей Попасни за смелость и находчивость.
В декабре 1919 года в Попасной окончательно установилась Советская власть.
В 1930-х получил имя Имени Л. М. Кагановича. 24 октября 1938 года Попасной был официально присвоен статус города.
В ходе Великой Отечественной войны 18 ноября 1941 года город был оккупирован наступавшими немецкими войсками.
3 сентября 1943 года был освобождён войсками 259-й стрелковой дивизии (полковник А. М. Власенко) и 32-го стрелкового корпуса (генерал-майор Д. С. Жеребин) 3-й гв. А Юго-Западного фронта в ходе Донбасской операции.
В ходе войны городу были причинены значительные разрушения, но после завершения боевых действий он был восстановлен.
В 1943 году восстановлено первоначальное название.

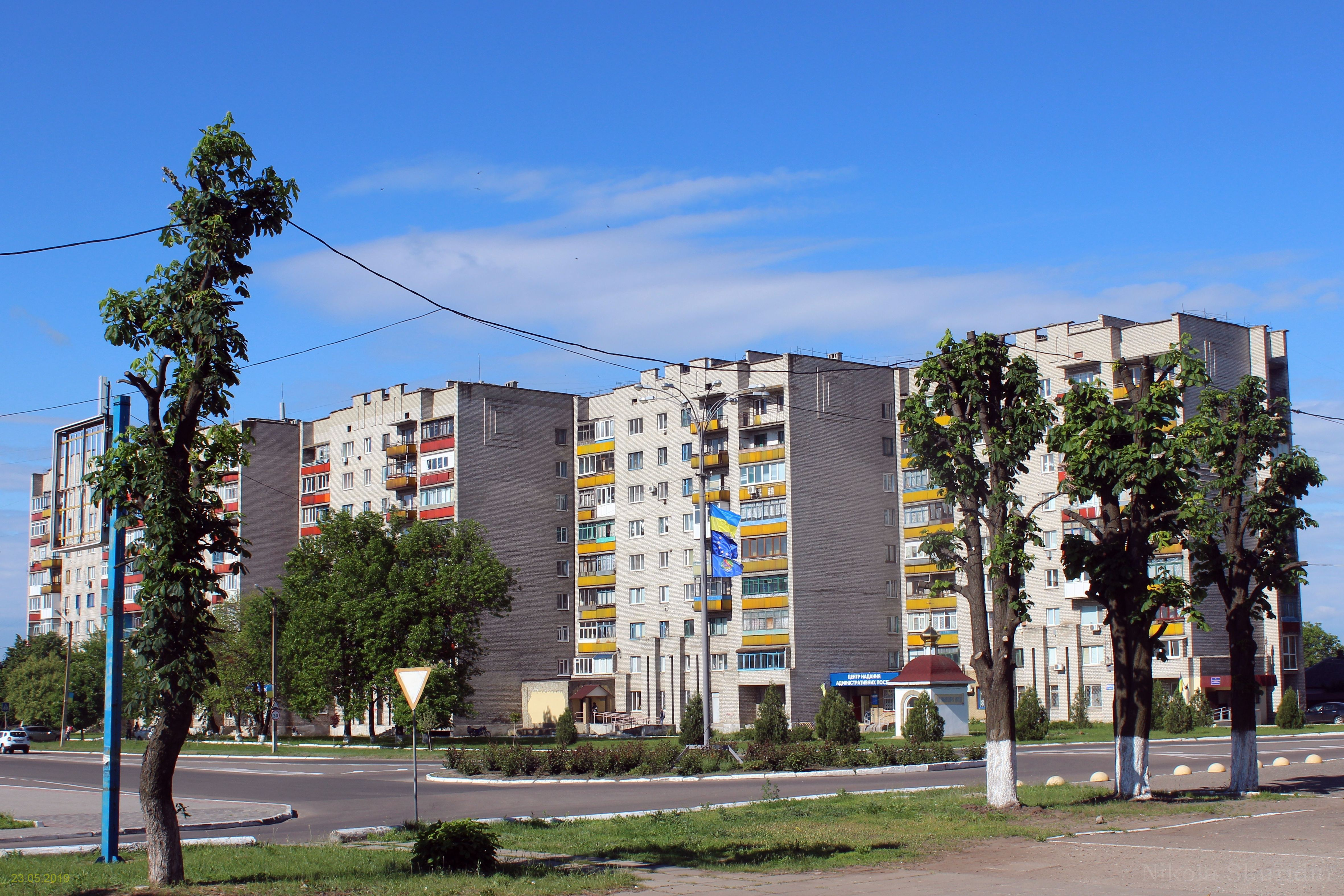
Дома в Попасной

В 1955 году здесь действовали несколько предприятий по обслуживанию железнодорожного транспорта, стекольный завод, молочный завод, хлебопекарный комбинат, три средние школы, три семилетние школы, две школы рабочей молодёжи, начальная школа, 5 библиотек, стадион.
В 1974 году численность населения составляла 30,3 тыс. человек, крупнейшими предприятиями являлись вагоноремонтный завод, завод металлоизделий, стекольный завод, молокозавод и швейная фабрика.
С 1 марта 1979 года здесь началось издание местной газеты.
В январе 1989 года численность населения составляла 30 257 человек, здесь действовали вагоноремонтный завод, завод металлоизделий, стеклозавод и швейная фабрика.

### Постсоветский период
В мае 1995 года Кабинет министров Украины утвердил решение о приватизации находившихся в городе завода металлоизделий, ремонтно-транспортного предприятия, АТП-10921, комбината бытового обслуживания и райсельхозхимии, в ноябре 1997 года — о приватизации Попаснянского хлебоприёмного предприятия.

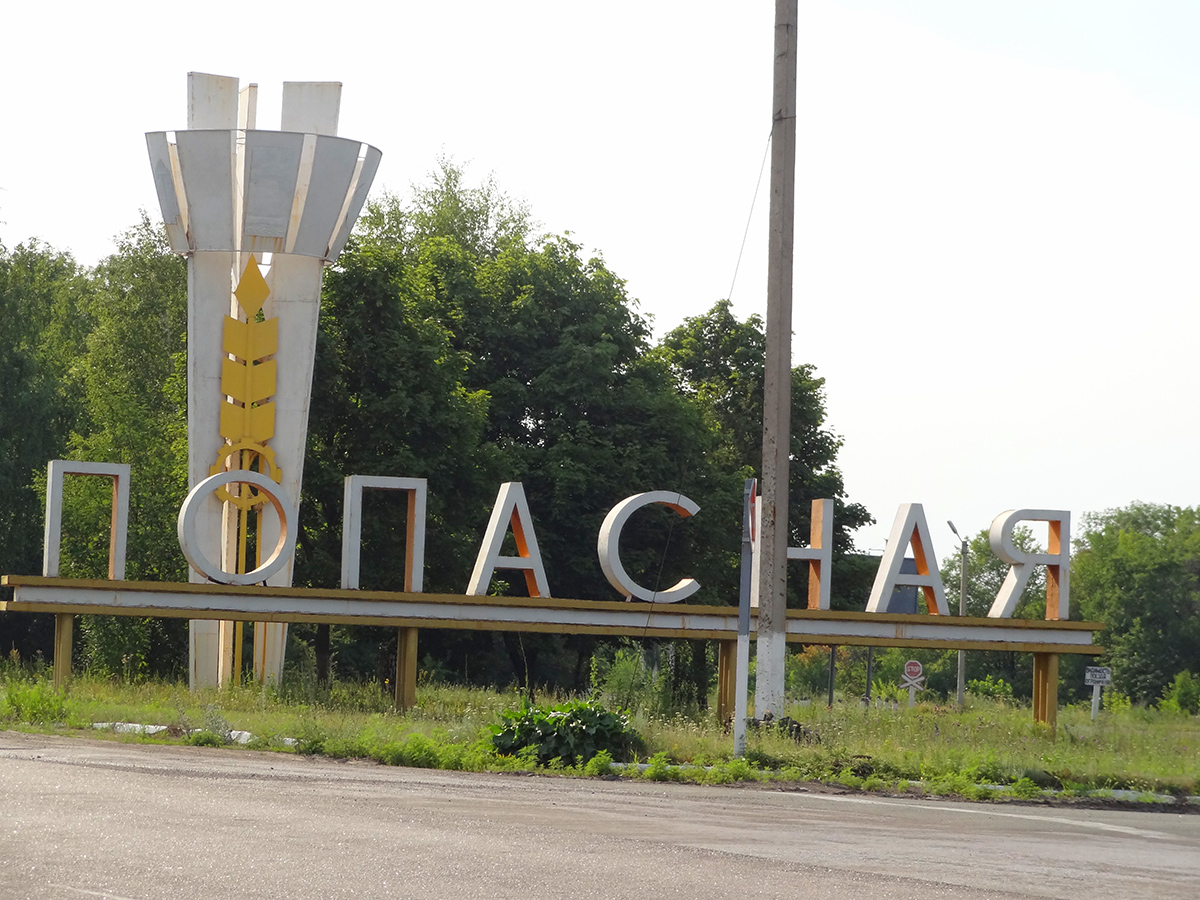
знак на русском языке «Попасная» 2013 год

После начала войны на востоке Украины в середине мая 2014 года в Попасной был создан блокпост ЛНР, а в ночь с 6 на 7 июля 2014 город заняли сепаратисты ЛНР. 22 июля 2014 года после столкновений на окраинах город заняли подразделения Вооружённых Сил Украины, Национальной гвардии Украины, Национальной Полиции и Службы Безопасности Украины.

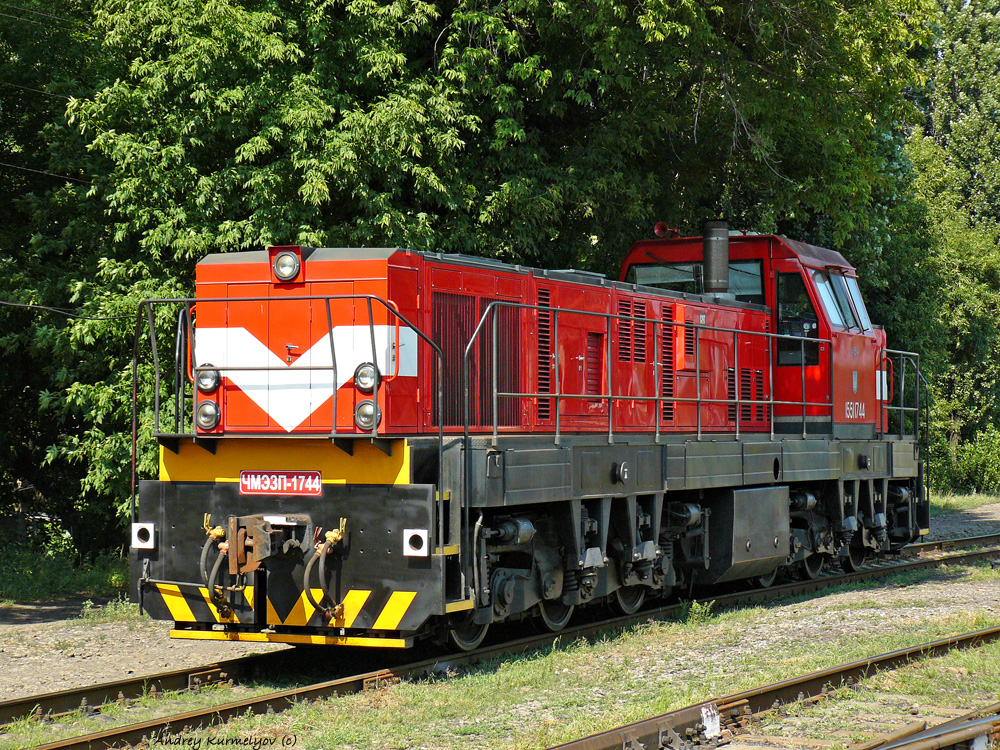
Тепловоз ЧМЭ3П-1744 на станции Попасная

После подписания Минских соглашений в сентябре 2014 года и стабилизации линии фронта Попасная осталась в прифронтовой зоне.
17 января 2015 года, по сообщениям украинских СМИ, подразделения ЛНР обстреляли из «Градов» Попасную, два человека погибли, четверо ранены. По состоянию на 9 февраля 2015 года в Попасной осталось около 4000 жителей. 5 марта 2015 года власть в городе была передана военно-гражданской администрации.
8 июня 2015 года расположенную здесь железнодорожную больницу сняли с баланса Донецкой железной дороги и передали в собственность местных властей.
В сентябре 2016 года было возобновлено движение пригородных электропоездов по линии «Попасная — Сватово». В июле 2020 года с продлением скорого поезда № 12 «Киев — Лисичанск» до станции «Попасная» возобновилось и движение пассажирских поездов дальнего следования. До начала российского вторжения в Украину движение осуществлялось двумя составами № 19/20 «Киев — Попасная» каждые сутки.

### Российско-украинская война

#### 2014
Во время войны на Донбассе в 2014 году город переходил из рук в руки, но в итоге вернулся под контроль Украины. После подписания Минских соглашений Попасная оказалась в прифронтовой полосе, время от времени город подвергался обстрелам российских боевиков. Украинские силы создали в Попасной и его окрестностях мощный укрепрайон.
Несмотря на близость к линии разграничения на Донбассе, Попасная активно развивалась. По данным «Настоящего времени», восстановить жилье и объекты социальной инфраструктуры удалось буквально за два года: в 2015-2017 годах городу удалось привлечь около 200-300 миллионов гривен инвестиций (от $5,3 до $7,9 млн долларов США по нынешнему курсу).

#### Вторжение России в Украину
В марте 2022 года на участке Рубежное — Северодонецк — Попасная началось наступление российской армии, встреченное сопротивлением ВС Украины. Бои за город, имеющий большое стратегическое значение, продолжались более двух месяцев. В ходе упорных боёв город был полностью разрушен. По словам президента Украины Владимира Зеленского «[от города] не осталось даже пепла».
8 мая 2022 года украинские войска оставили Попасную и отступили в направлении Бахмута. Наблюдатели отмечают, что занятие Попасной дало российским войскам возможность перегруппировать силы и выбрать направление для нового удара.
9 августа 2022 года власти ЛНР заявили, что город «разрушен практически полностью» и, возможно, Попасную восстанавливать они не будут.

## Население
В 2013 году численность населения составляла 21 917 человек.

### Языковой состав
Родной язык населения по данным переписи 2001 года:
| Язык       | Численность, чел. | Доля     |
| ---------- | ----------------- | -------- |
| Украинский | 12 777            | 49,44 %  |
| Русский    | 13 002            | 50,31 %  |
| Другое     | 63                | 0,25 %   |
| Итого      | 25 842            | 100,00 % |

## Экономика

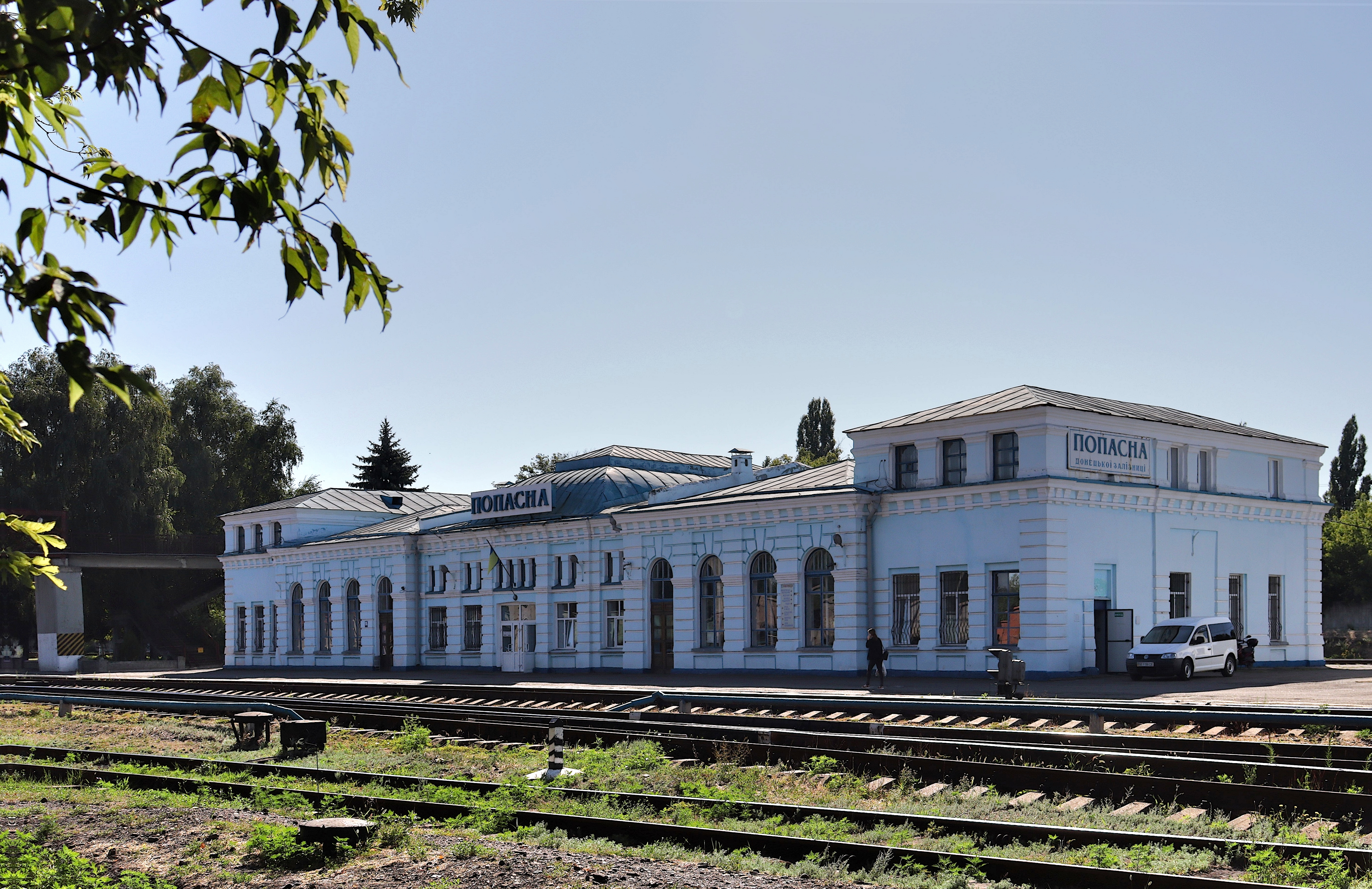
Железнодорожный вокзал

Экономика города была преимущественно ориентирована на железнодорожный транспорт и угольную промышленность.
Здесь действовал вагоноремонтный завод, локомотивное депо, вагонное депо и хлебоприёмное предприятие.

## Транспорт
Станция Попасная — была крупным железнодорожным узлом.

## Города-побратимы
- Лисичанск, Украина (2011)
- Ивано-Франковск, Украина, (2017)
- Костополь, Украина (2016)